# Хвърляне на копие
Хвърлянето на копие е лекоателтическа дисциплина, при която се хвърля копие с дължина 2,5 m. Копиехвъргачът набира импулс като бяга в определена площ. Хвърлянето на копие е част както от мъжкия десетобой, така и от женския седмобой.
При центъра на тежестта на копието има приспособление за сцепление (обикновено връв). За разлика от другите дисциплини, включващи хвърляне на уред (гюле, диск и чук), при хвърлянето на копие правилата за изпълнение са строго определени и не се позволяват различни видове техника на хвърляне. Копието се мята с движение на рамото или горната част на ръката, като атлетът няма право да насочва гърба си право по посока на движението. Това забранява на копиехвъргача да се завърти подобно на дискохвъргач. Поради тази причина, полето за хвърляне на копие не е окръжност, а представлява писта с минимална дължина 30 m и широчина 4 m, която завършва с дъга, от която започва измерването на дължината на хвърляне. Състезателите се набират скорост по тази писта, която после предават на копието при изхвърлянето. То се мята към сектор, обхващащ ъгъл от 28,96°. Резултатът се зачита, само ако върхът на копието се забие в земята преди друга част от него да докосне повърхността. Разстоянието се измерва от върха на копието до началото на дъгата. Всеки от състезателите има право на 3 до 6 опита, като обикновено при наличието на голям брой атлети, всички изпълняват по 3 опита, а само тези с най-добрите изпълнения имат право на допълнителни 3 опита, които да определят победителя.
Дисциплината изисква умения на спринтьор и сила на тежкоатлет. Ето защо често при тренировка се използва желязо с формата на копие, но с доста по-голяма тежест, като това има за цел да увеличи силата и гъвкавостта на атлета.

## История
Хвърлянето на копие е част от петобоя в древните олимпийски игри още от 708 г. пр.н.е. Копието се хвърля с помощта на прашка, а когато атлетите хвърлят копието, тази прашка му придава спираловидно движение по време на полет.
Хвърлянето на копиевидни пръти по мишени се възражда в Германия и Швеция в началото на 1870-те години. Правилата еволюират през следващите десетилетия. Първоначално копията се хвърлят без засилка, а хващането им по средата не е задължително. Скоро след това се въвежда съвременната засилка.:с. 435 – 436
По това време доминиращият копиехвъргач е шведът Ерик Леминг до 1912 г.:с. 436, 441:с. 478 Когато хвърлянето на копие за мъже е направено олимпийска дисциплина на Летните олимпийски игри през 1906 г., Леминг печели с преднина от почти девет метра и счупва собствения си световен рекорд. Швеция лесно спечелва първите четири места, тъй като играчите на Финландия отсъстват, а в другите страни този спорт не е популярен.:с. 437
Към края на 19 век и началото на 20 век повечето състезания по мятане на копие включват двете ръце – уредът се хвърля отделно с дясната и с лявата ръка, а най-добрите резултати за всяка ръка се събират. Такова състезание с двете ръце се провежда само веднъж на олимпийски игри – на Летните олимпийски игри през 1912 г., когато Финландия обира медалите, задминавайки Леминг.:с. 441 Скоро след това тази практика бързо се забравя.
Първото състезание по хвърляне на копие за жени се провежда във Финландия през 1909 г. Първоначално жените мятат еднакви копия като мъжете, но през 1920-те години е въведено по-късо и по-леко копие за жени. През 1932 г. дисциплината за жени е включена в олимпийската програма. Първата жена шампион става американската Бейб Захариас.:с. 479
Дълго време копията се правят от твърдо дърво (обикновено бреза) със стоманен връх. Кухото и високо аеродинамично копие е изобретено в САЩ през 1950-те години. По-късните копия се правят изцяло от метал.:с. 478 – 479 Новите копия летят по-надалеч, но са по-малко склонни да се приземят правилно. В началото на 1980-те години започват да се проектират копия, които значително по-рядко се приземяват водоравно. Така през април 1986 г. за мъжете и април 1999 г. са въведени копия по нов дизайн и световните рекорди (на Уве Хон и Петра Фелке) до този момент са занулени. Промените са въведени и с цел безопасност, тъй като много често са се получавали хвърляния от над 100 метра. След това центърът на тежестта на копията се премества с 4 сантиметра по-напред, а върхът им става по-тъп, намалявайки аеродинамиката им.
От 69-те олимпийски медала, раздадени за хвърляне на копие при мъжете, 32 са взети от състезатели от Норвегия, Швеция или Финландия.
Хвърлянето на копие е част от десетобоя още от въвеждането му в началото на 1910-те години. То е част от някои от формите на петобоя и част от всички форми на седмобоя при жените, след като измества петобоя през 1981 г.

## Най-добри атлети

### Мъже
- Към юли 2019 г.[7]

| Ранг | Разстояние | Атлет                 | Дата              | Място        | Изт.   |
| ---- | ---------- | --------------------- | ----------------- | ------------ | ------ |
| 1    | 98,48 m    | Ян Железни            | 25 май 1996 г.    | Йена         |        |
| 2    | 94,44 m    | Йоханес Фетер         | 11 юли 2017 г.    | Люцерн       | [ 8 ]  |
| 3    | 93,90 m    | Томас Рьолер          | 5 май 2017        | Доха         | [ 9 ]  |
| 4    | 93,09 m    | Аки Парвиайнен        | 26 юни 1999 г.    | Куортане     |        |
| 5    | 92,72 m    | Джулиус Йего          | 26 август 2015 г. | Пекин        | [ 10 ] |
| 6    | 92,61 m    | Сергей Макаров        | 30 юни 2002 г.    | Шефийлд      |        |
| 7    | 92,60 m    | Реймонд Хехт          | 21 юли 1995 г.    | Осло         |        |
| 8    | 92,06 m    | Андреас Хофман        | 2 юни 2018 г.     | Офенбург     | [ 11 ] |
| 9    | 91,69 m    | Константинос Гациудис | 24 юни 2000 г.    | Куортане     |        |
| 10   | 91,59 m    | Андреас Торкилдсен    | 2 юни 2006 г.     | Осло         |        |
| 11   | 91,53 m    | Теро Питкемеки        | 26 юни 2005 г.    | Куортане     |        |
| 12   | 91,46 m    | Стийв Бакли           | 25 януари 1992 г. | Окланд       | [ 12 ] |
| 13   | 91,36 m    | Чън Чао-цун           | 26 август 2017 г. | Тайпе        | [ 13 ] |
| 14   | 91,29 m    | Бро Греер             | 21 юни 2007 г.    | Индианаполис |        |
| 15   | 90,73 m    | Вадим Василевскис     | 22 юли 2007 г.    | Талин        |        |
| 16   | 90,61 m    | Магнус Кирт           | 22 юни 2019 г.    | Куортане     | [ 14 ] |
| 17   | 90,60 m    | Сепо Рятю             | 20 юли 1992 г.    | Нурмиярви    |        |
| 18   | 90,44 m    | Борис Хенри           | 9 юли 1997 г.     | Линц         |        |
| 19   | 90,16 m    | Кешорн Уолкот         | 9 юли 2015 г.     | Лозана       |        |
| 20   | 89,73 m    | Якуб Вадлейх          | 12 август 2017 г. | Лондон       | [ 15 ] |
| 21   | 89,21 m    | Ихаб Абделрахман      | 18 май 2014 г.    | Шанхай       |        |
| 22   | 89,17 m    | Едис Матусевичиус     | 27 юли 2019 г.    | Паланга      | [ 16 ] |
| 23   | 89,16 m A  | Том Петраноф          | 1 март 1991 г.    | Почефструм   | [ 17 ] |
| 24   | 89,15 m    | Джао Цинган           | 2 август 2014 г.  | Инчон        |        |
| 25   | 89,10 m    | Патрик Боден          | 24 март 1990 г.   | Остин        |        |

### Жени
- Към август 2019 г.[18]

| Ранг | Разстояние | Атлет                | Дата                 | Място          | Изт.   |
| ---- | ---------- | -------------------- | -------------------- | -------------- | ------ |
| 1    | 72,28 m    | Барбора Шпотакова    | 13 септември 2008 г. | Щутгарт        |        |
| 2    | 71,99 m    | Мария Абакумова      | 2 септември 2011 г.  | Тегу           |        |
| 3    | 71,88 m    | Антоанета Селенска   | 1981 г.              | Загреб         |        |
| 4    | 71,70 m    | Ослеидис Менендес    | 14 август 2005 г.    | Хелзинки       |        |
| 5    | 70,20 m    | Кристина Обергфьол   | 23 юни 2007 г.       | Мюнхен         |        |
| 6    | 69,48 m    | Трине Хатестад       | 28 юли 2000 г.       | Осло           |        |
| 7    | 69,35 m    | Сюнете Филюн         | 9 юни 2012 г.        | Ню Йорк        |        |
| 8    | 68,92 m    | Катрин Мичъл         | 11 април 2018 г.     | Гоулд Коуст    | [ 19 ] |
| 9    | 68,43 m    | Сара Колак           | 6 юли 2017 г.        | Лозана         | [ 20 ] |
| 10   | 68,34 m    | Щефи Нериус          | 31 август 2008 г.    | Вустемарк      |        |
| 11   | 67,98 m    | Лю Хуейхуей          | 2 август 2019 г.     | Шънян          | [ 21 ] |
| 12   | 67,90 m    | Кристин Хусонг       | 10 август 2018 г.    | Берлин         | [ 22 ] |
| 13   | 67,70 m    | Келси-Лий Барбър     | 9 юли 2019 г.        | Люцерн         | [ 23 ] |
| 14   | 67.,69 m   | Катарина Молитор     | 30 август 2015 г.    | Пекин          | [ 24 ] |
| 15   | 67,67 m    | Соня Бисет           | 6 юли 2005 г.        | Саламанка      |        |
| 16   | 67,51 m    | Мирела Маняни        | 30 септември 2000 г. | Сидни          |        |
| 17   | 67,47 m    | Татяна Холодович     | 7 юни 2018 г.        | Осло           | [ 25 ] |
| 18   | 67,40 m    | Никола Огродникова   | 26 май 2019 г.       | Офенбург       | [ 26 ] |
| 19   | 67,32 m    | Линда Щал            | 14 юни 2014 г.       | Ню Йорк        |        |
| 20   | 67,30 m    | Вера Ребрик          | 19 февруари 2016 г.  | Сочи           | [ 27 ] |
| 21   | 67,29 m    | Ханна Гацко-Федусова | 26 юли 2014 г.       | Кропивницки    |        |
| 22   | 67,21 m    | Еда Туусуз           | 18 май 2017 г.       | Баку           | [ 28 ] |
| 23   | 67,20 m    | Татяна Шиколенко     | 18 август 2000 г.    | Монако         |        |
| 24   | 67,16 m    | Мартина Ратей        | 14 май 2010 г.       | Доха           |        |
| 25   | 67,12 m    | Лиу Шъин             | 20 май 2018 г.       | Осака          | [ 29 ] |
| 26   | 67,11 m    | Мария Андрейчик      | 16 август 2016 г.    | Рио де Жанейро | [ 30 ] |